# Hôtel de ville de Lyon
L'hôtel de ville de Lyon, l'un des plus imposants bâtiments historiques de la ville (du XVIIe siècle de Louis XIV), se situe dans le 1er arrondissement de Lyon, au n° 1 place de la Comédie, où il fait face à l'Opéra, anciennement le Grand Théâtre, du « siècle des Lumières ».
Il fait l'objet d'un classement au titre des monuments historiques depuis le 12 juillet 1886. De nos jours, il accueille le conseil municipal dix fois dans l'année.

## Histoire

### Construction
Au XVIIe siècle, la Presqu'île devient centre-ville, la place des Terreaux  devient le cœur de la ville, elle s'embellit de l'Hôtel de Ville bâti entre 1646 et 1672, sous la direction de l'architecte Simon Maupin.
Auparavant, le Consulat se réunissait dans l'hôtel de la Couronne (actuel musée de l'Imprimerie), situé au numéro 13, rue de la Poulaillerie,. Cette maison commune devient trop exiguë et trop modeste pour l'administration d'une ville telle que Lyon. Le 6 février 1646, l'hôtel de la Couronne est vendu aux enchères publiques pour 5 200 livres ; cet argent va servir à financer la construction du nouvel Hôtel de Ville.
Les plans de cet édifice sont confiés à Simon Maupin, le 8 mars 1646. Il se rend à Paris pour prendre conseil auprès de Jacques Lemercier, architecte du roi et de Girard Desargues,. L'architecte voyer, Simon Maupin est le maître d'œuvre. L'architecte mathématicien, Girard Desargues a un rôle essentiel, les deux escaliers qui lui sont attribués témoignent de son ingéniosité.

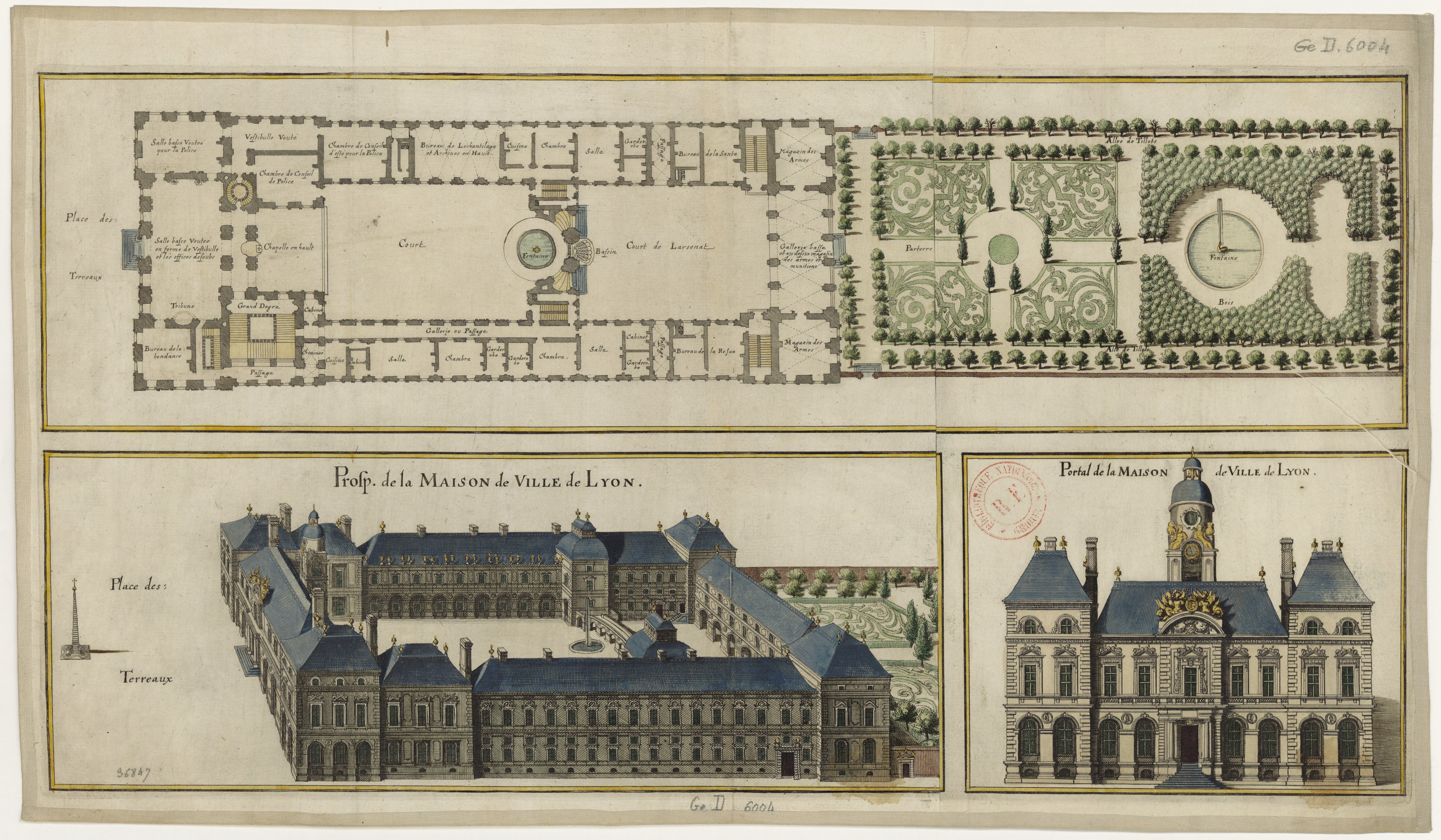
Plan de l'Hôtel de Ville de Lyon

Le 8 mai 1646, le roi donne son accord par lettre de cachet. La première pierre est posée le 5 septembre de la même année, en l'honneur du roi Louis XIV, le jour de son anniversaire. Le 10 décembre 1661, Simon Maupin démissionne de sa charge de voyer de la ville de Lyon. C'est son fils Ennemond qui lui succède, mais il démissionne le 3 janvier suivant. Les travaux rencontrent des problèmes de malfaçons peut-être dus au manque de financement.
À la fin de l'année 1652, le bâtiment donnant sur la place des Terreaux est construit. Les échevins tiennent leur première séance consulaire dans la chapelle de l'Hôtel de Ville, le 14 novembre 1652.
En 1654, l'ensemble des bâtiments est pratiquement achevé. La décoration se poursuit pendant plusieurs années. Le 9 mars 1655, le Consulat engage Thomas Blanchet pour être l'associé de Germain Panthot, peintre de la ville de Lyon. Thomas Blanchet arrive de Rome avec des recommandations d'artistes reconnus. Il réside dans l'Hôtel de Ville. Le décor de la Grande Salle lui est confié, il est achevé en 1668, il conçoit et réalise le décor de l'escalier d'Honneur en 1661, puis en 1669 le salon de la Conservation, en 1671 le Salon de la Nomination.
Les travaux de l'Hôtel de Ville se terminent en 1672, ils auront duré 26 ans. Le palais communal passe pour être le plus vaste et le plus somptueux des hôtels de ville en France à cette époque. Les décors sont admirés par les visiteurs étrangers tels Nicodème Tessin qui les présente comme étant les plus prestigieux de son temps en Europe. Les descriptions de Ménestrier qui a participé au programme iconographique, témoignent de la signification morale et politique des décors lesquels illustrent l'importance de la ville de Lyon dans le royaume de France.
La pierre de construction provient de quatre origines différentes : la « pierre de Villebois » (Ain) pour les soubassements, les pierres de Seyssel, de Cleyssy et de Saint-Cyr pour l'édifice.

### Incendie

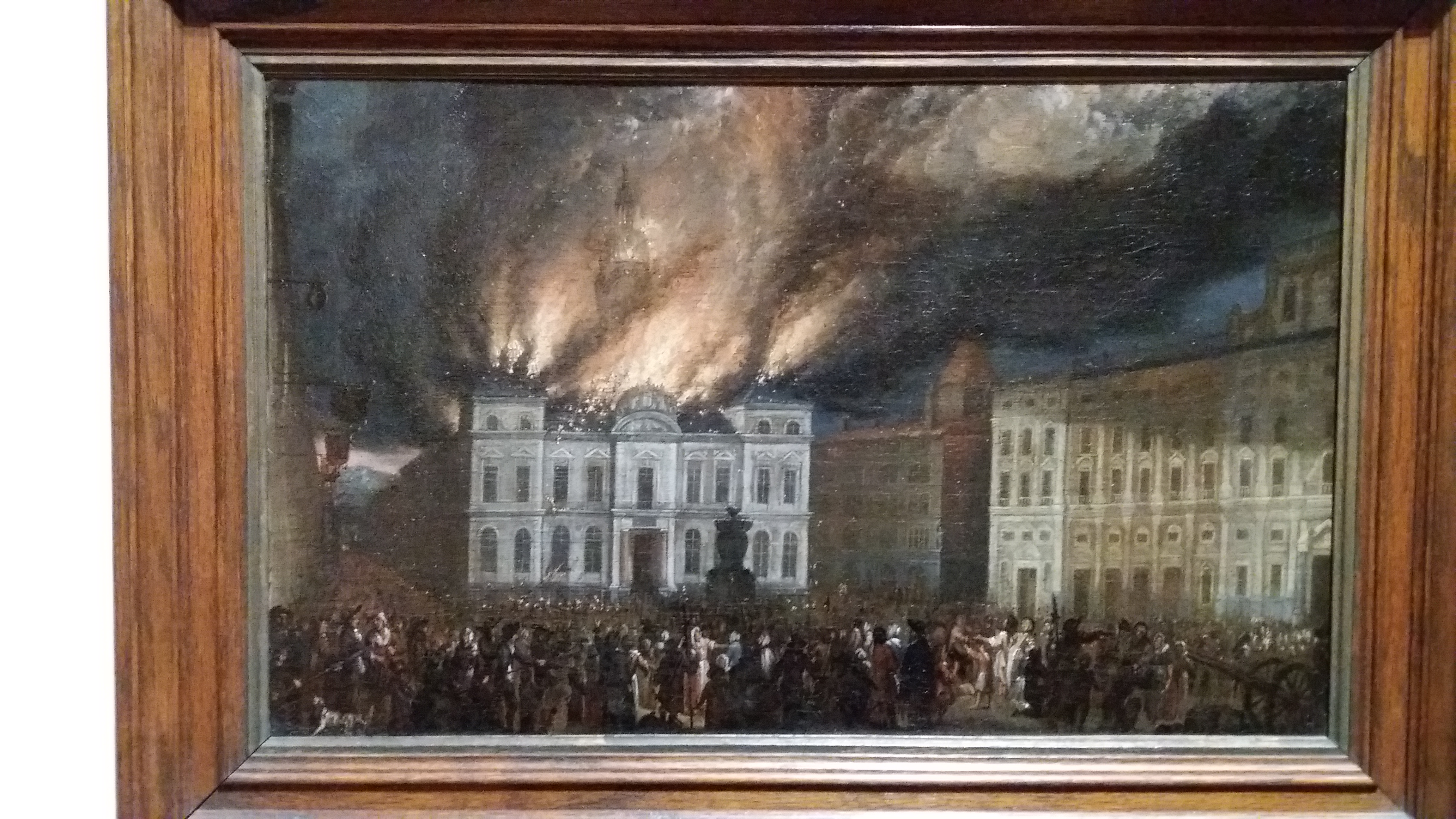
Incendie de 1674.

Deux ans après son achèvement, le 13 septembre 1674, l'Hôtel de Ville est victime d'un incendie,. Le feu détruit la Grande Salle des fêtes et la chapelle, détériore le beffroi, les combles et la toiture. L'escalier d'honneur, les archives et le Salon Henri IV sont gravement endommagés. Il est urgent de préserver le toit des intempéries afin que les dommages ne s'aggravent pas, mais le Consulat a trop de dettes. Trois ans plus tard, le 17 décembre 1677, Thomas Blanchet est chargé de restaurer la façade et le beffroi, il propose des projets, mais les fonds nécessaires manquent et le bâtiment continue de se détériorer. Selon Lucie Galactéros, les dessins de Blanchet auraient inspiré Mansart pour la rénovation qu'il fait au siècle suivant.

### Travaux auxXVIIIeetXIXesiècles
Le 3 octobre 1699, soit vingt-cinq ans plus tard, la décision est enfin prise de restaurer l'Hôtel de Ville. Les travaux débutent en 1701 et s'achèvent en 1703. Les projets, destinés à restaurer les bâtiments endommagés et à les moderniser, suivent les plans de Jules Hardouin-Mansart et de son beau-frère et assistant Robert de Cotte.
En 1793 au cours de la Révolution, il est bombardé par les troupes de la Convention. Le demi-relief représentant Louis XIV à cheval au milieu de la façade est supprimé puis remplacé par le Bon Roi Henri dans la même posture. Il est l'œuvre du sculpteur Jean-François Legendre-Héral et date de 1829, pendant la Restauration. L'édifice est rénové seulement à partir de 1850 (information Ville de Lyon), à la suite d'un second incendie le 14 juillet 1803, sous le Second Empire, notamment lors de travaux effectués par Louis Cécile Flacheron alors architecte de la ville. Tony Desjardins, architecte en chef de la ville de Lyon  dirige la restauration générale de l'Hôtel de Ville de 1854 à 1866, aidé notamment par les sculpteurs Guillaume Bonnet et Joseph-Hugues Fabisch.

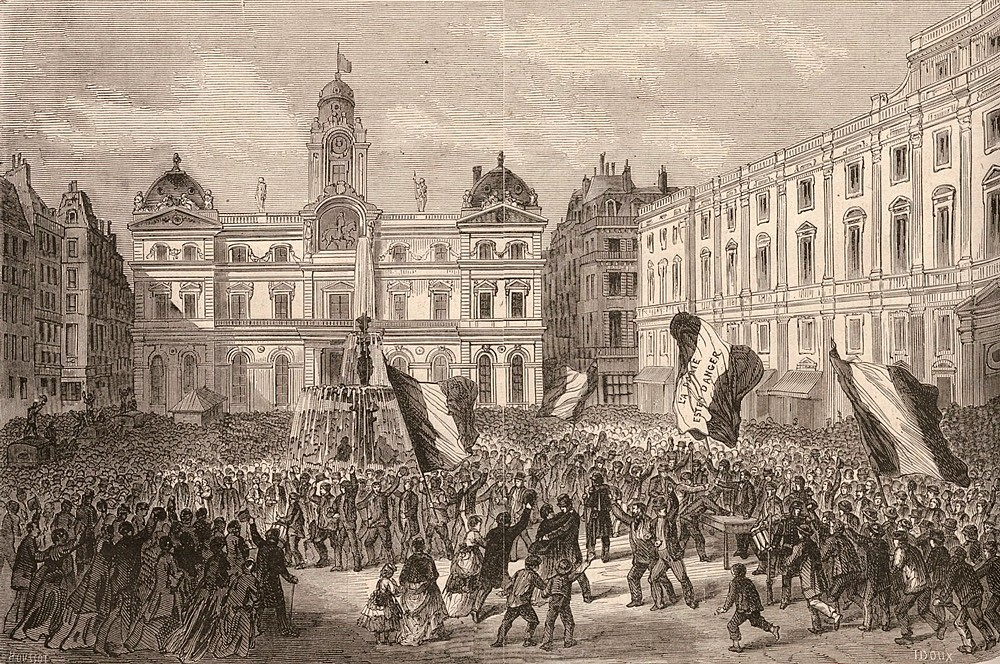
Prise de l'hôtel de ville de Lyon le et proclamation de la République, point de départ de la Commune de Lyon.

### Un lieu chargé d'histoire
Pendant la Commune de Lyon, l'hôtel de ville de Lyon est pris d'assaut par les manifestants. C'est depuis le balcon de celui-ci qu'un Comité de salut public proclame la République, quelques heures avant Paris, sous les acclamations de la foule massée sur la place des Terreaux. Mikhaïl Bakounine, présent sur place, considère alors Lyon comme la capitale du socialisme.

À la Libération, le 14 septembre 1944, le Général de Gaulle se présente au balcon de l'hôtel de ville de Lyon et prononce devant la place des Terreaux son célèbre discours : 
 « Comment dire à Lyon toute l’émotion, toute la gratitude que je ressens dans cette capitale gauloise qui fut ensuite la capitale de la Résistance française et qui est aujourd’hui une très grande ville de notre France couverte de blessures, éclatante dans son honneur et emportée par son espérance. »,.

## Description
Rez-de-chaussée
- La cour basse se présente après avoir franchi la galerie corps de passage d'entrée.
- La cour haute ou cour d'honneur (séparée de la cour basse par une arcade)
  - Nymphée (par Tony Desjardins et Abraham Hirsch) avec la fontaine d'Amphitrite (par Charles-François Bailly) et les statues autour : Neptune (par Vincent Fontan en 1886), Galatée (par Jean Mathelin en 1883), Polyphème (par Lucien Pascal en 1883), et une Naïade (par la Maison Barbedienne) ; les 4 statues en pierre de Tarascon remplacent celles de Jacques Mimerel, déposées en 1857, mais s'en inspirent[18].
- L'Escalier d'Honneur, situé en Cour haute en encoignure Sud-Ouest, les peintures sont conçues et réalisées par Thomas Blanchet entre 1658 et 1667. Il est remarquable par sa décoration qui évoque le Grand Incendie de Lugdunum pendant le règne de l'empereur Néron, en l'an 64.
- L’escalier ovale à puits central, en forme d’hélice, dit des Archives, est attribué à Girard Desargues[19].
- Les passerelles.

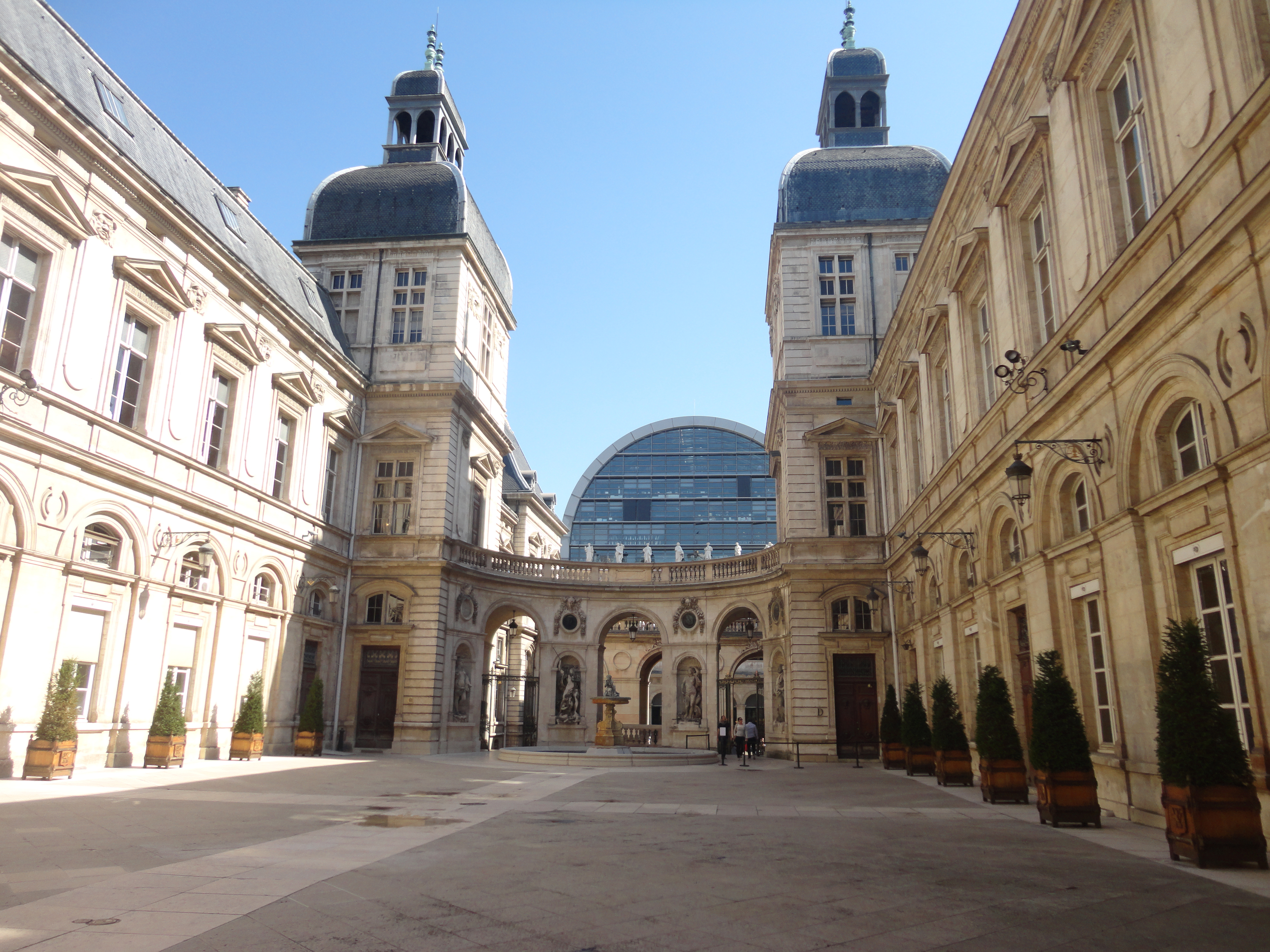
Cour Haute.
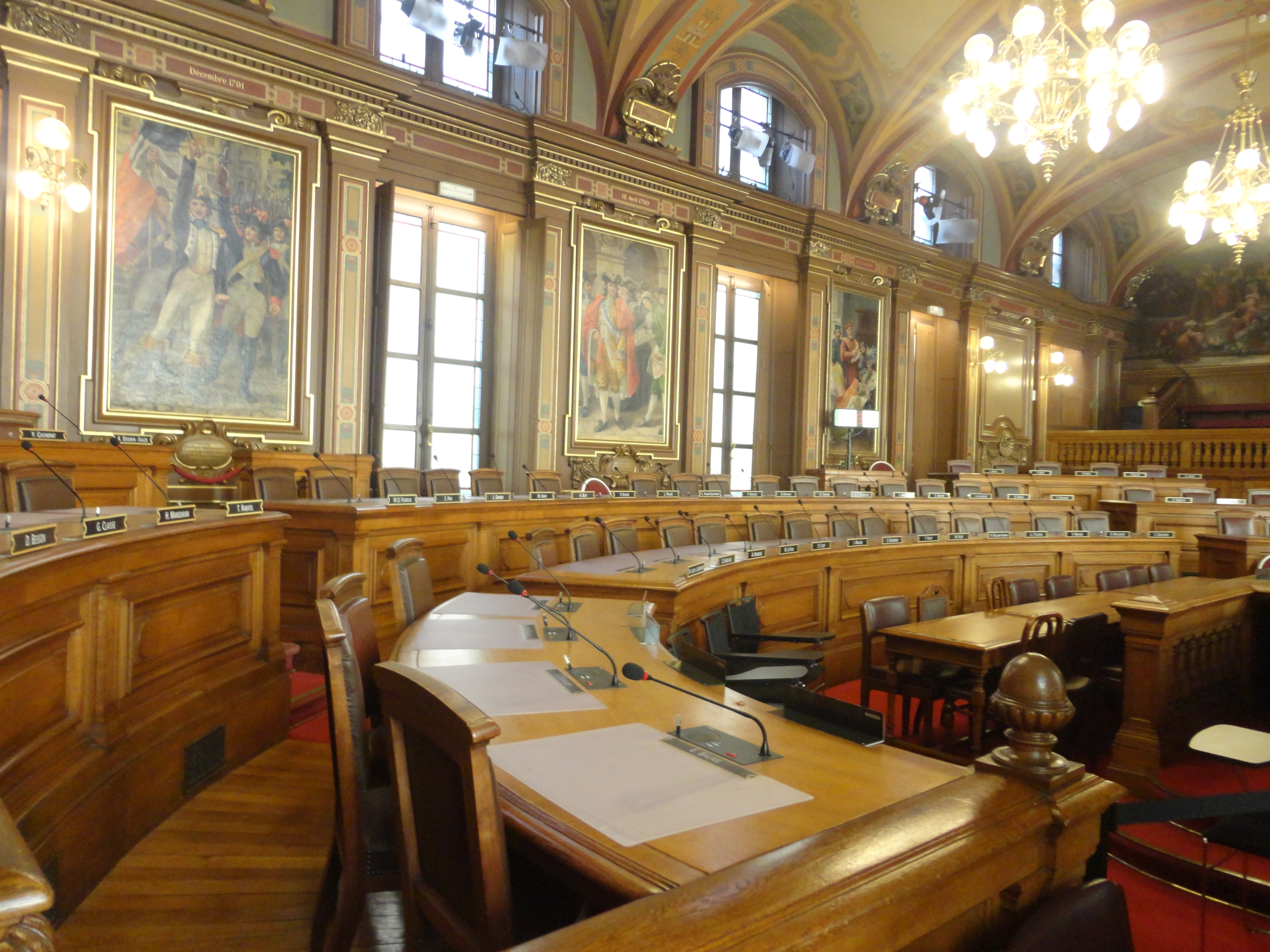
Salle du conseil.

1er étage
- Le Bureau du Maire : il est situé sur la façade est de l'Hôtel de Ville dans l'aileron au nord, face à l'Opéra. La pièce est recouverte de soierie lyonnaise, de panneaux, de boiseries, d'emblèmes impériaux. Deux grandes œuvres picturales recouvrent le plafond (œuvre de Louis Janmot) et le dessus de la cheminée ("Allégorie du Suffrage universel" de Paul Doumer).
- La Salle des anciennes archives : la seule salle voûtée du 1er étage. Sur le mur est, la cheminée monumentale de Nicolas Lefebvre date de 1652. Il y a des lustres hollandais en cuivre, des peintures du Second Empire.
- Le Salon de la Conservation. En 1658, cette salle est consacrée au Tribunal de la conservation des privilèges des foires de Lyon. Les litiges du négoce se règlent alors à l'Hôtel de Ville et non au palais de Roanne car ils ne dépendent plus de la justice royale, mais du Consulat, selon le privilège qui lui  a été accordé en 1655. Le décor du plafond peint en 1669 par Thomas Blanchet se compose d'un médaillon central : La chute des Vices, entouré de quatre médaillons d'angle : La Distinction du Bien et du Mal, la Sincérité, La Sagesse et le Génie de Lyon.
- La Salle des armoiries : autrefois recouverte des portraits des échevins de Lyon tous malheureusement détruits par l'incendie, ils furent remplacés par les armoiries de ces échevins (les cadres datent du XVIIIe siècle).
- Le Salon du Consulat ou chambre du Consulat d'hiver, utilisée par les prévôts des marchands. Blanchet est responsable de l'ensemble des décors : le plafond, peint en 1659-1660, illustre La Grandeur consulaire de Lyon, ainsi que des trois tableaux sur les murs qui ont disparu. De chaque côté de la cheminée excentrée, se trouvent les statues de la Prudence et de la Philosophie. La restauration de 1857 a ôté la barre qui séparait l'espace public de celui des consuls, uniformisé le parquet et fait disparaître l'accès à l'escalier dérobé[20].
- Le Salon Henri-IV ou Salon de la Nomination. En 1652, dans ce lieu se déroule la nomination des prévôts des Marchands et des Consuls. Cette salle est aussi appelée Henri-IV du nom du portrait peint par Blanchet (aujourd'hui disparu comme les autres de cette salle). La peinture au plafond, L'Eternelle fidélité de Lyon à la Royauté, (1671) illustre la gloire du Roi Soleil.
- La Grande Salle des fêtes, ou Salon Justin Godart. Desservie par l'escalier d'honneur, ses cinq fenêtres donnent sur la place des Terreaux. Elle est longue de vingt-six mètres et large de douze mètres cinquante. L'incendie de 1674 a détruit la décoration de Thomas Blanchet (1655). Le modello du plafond, Le temple d'Auguste[21] est conservé au Musée des Beaux-Arts de Lyon. Les décors des murs sont connus grâce aux dessins, conservés au Nationalmuseum de Stockholm[22]. La restauration après 1717, entreprise par J. Hardoin-Mansart est réalisée en menuiserie et en toile peinte  alors qu'il avait souhaité du marbre et de la pierre. On note aussi la présence d'un bas-relief en bronze représentant la fondation de Lyon par Lucius Munatius Plancus.
- Les Salons rouges : on y trouve des médaillons représentant les étapes successives de la production de la soie et sur la cheminée on remarque une  copie de taille réduite de la statue de Marie Leczinzska en Junon de Guillaume Coustou du Musée du Louvre.

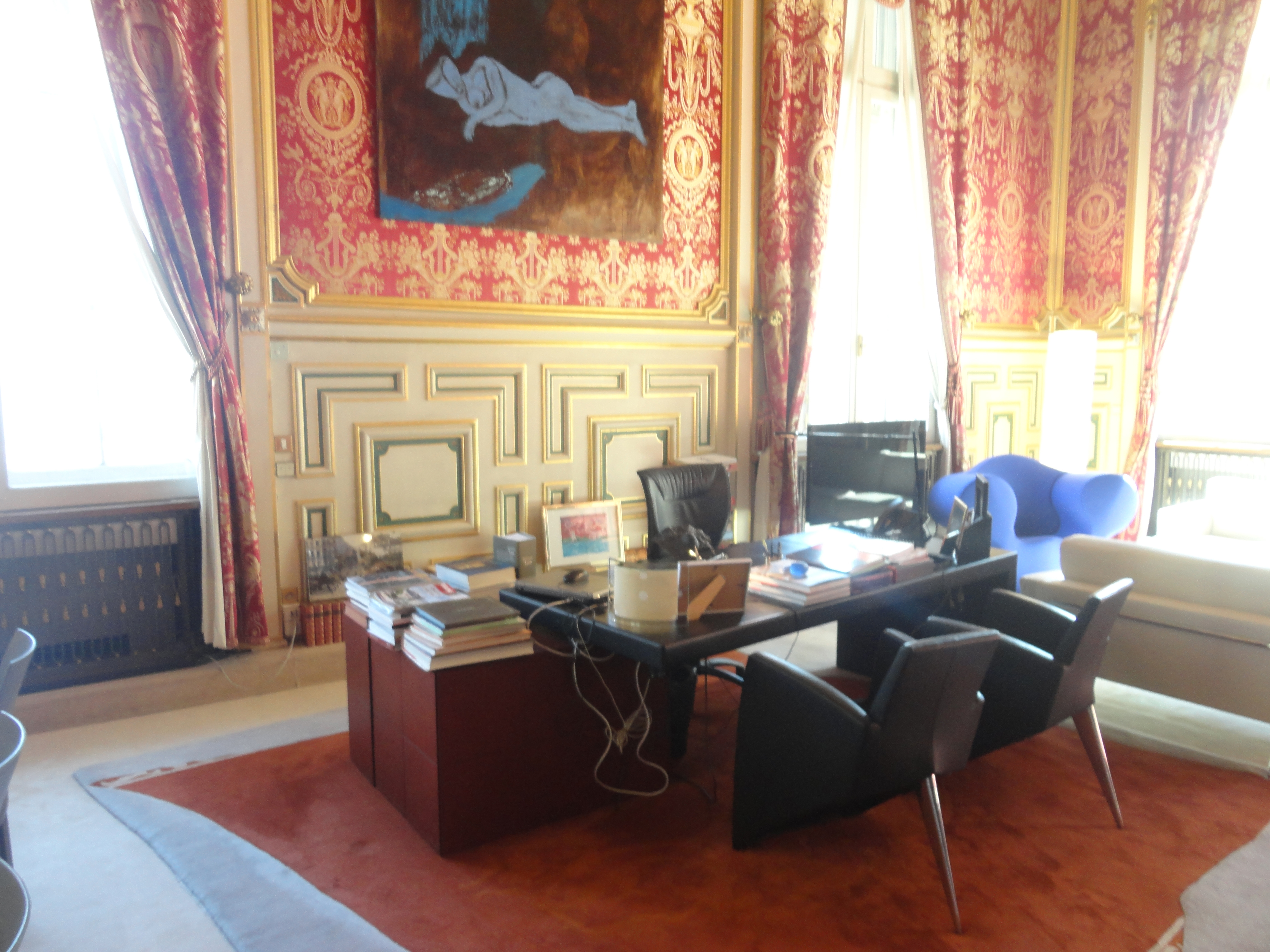
Bureau du maire.
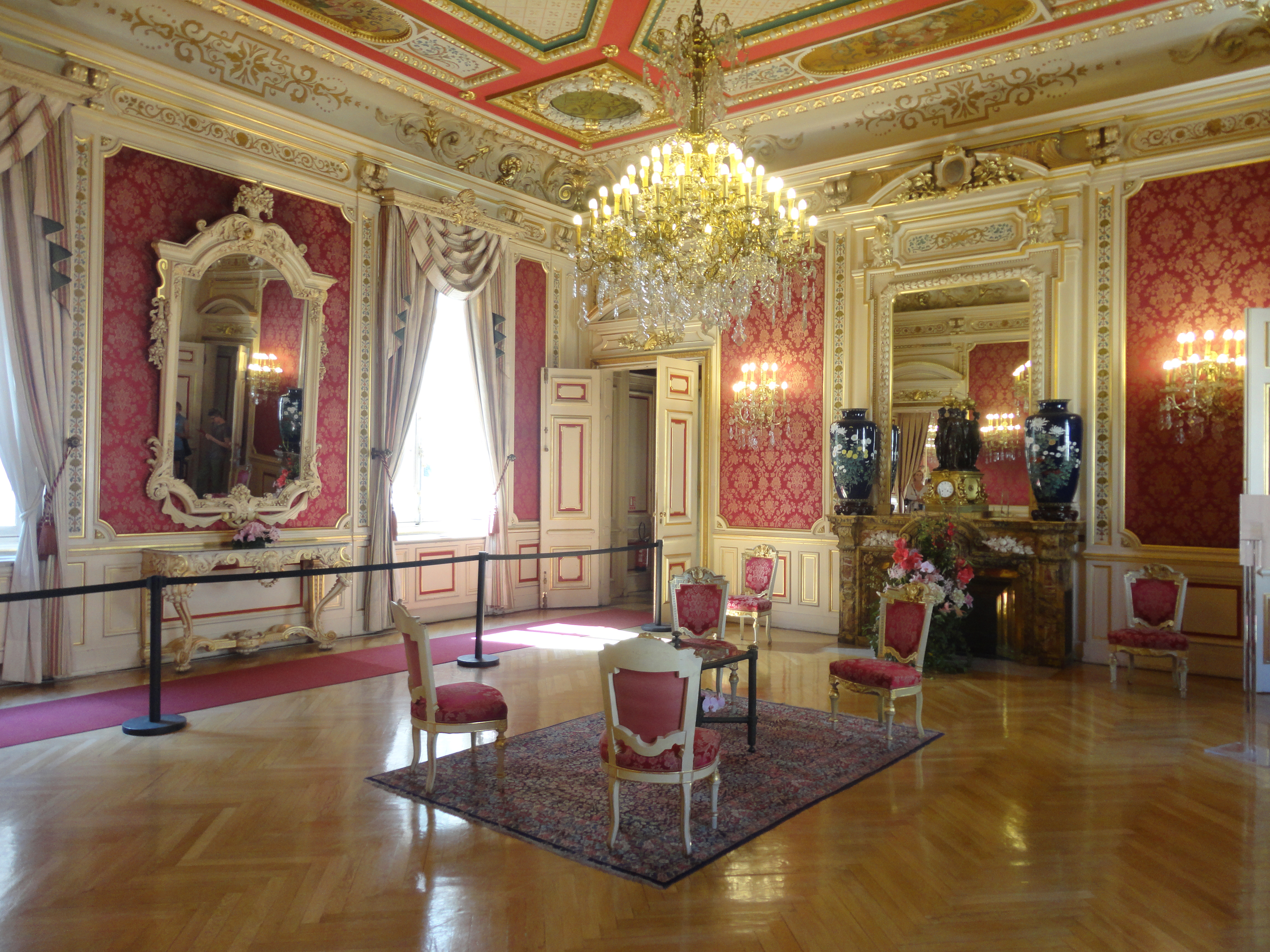
Salon rouge.
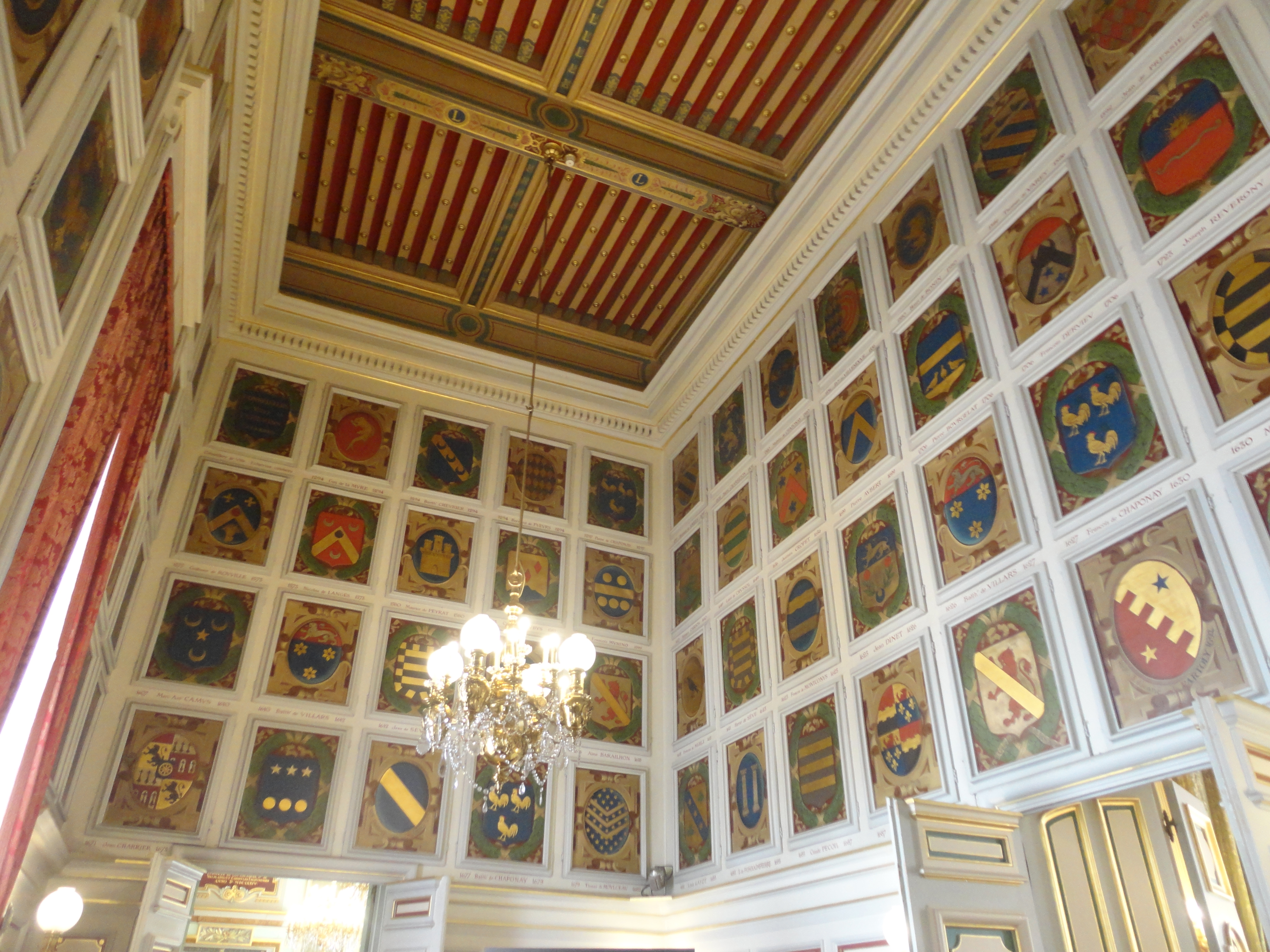
Salle des armoiries.
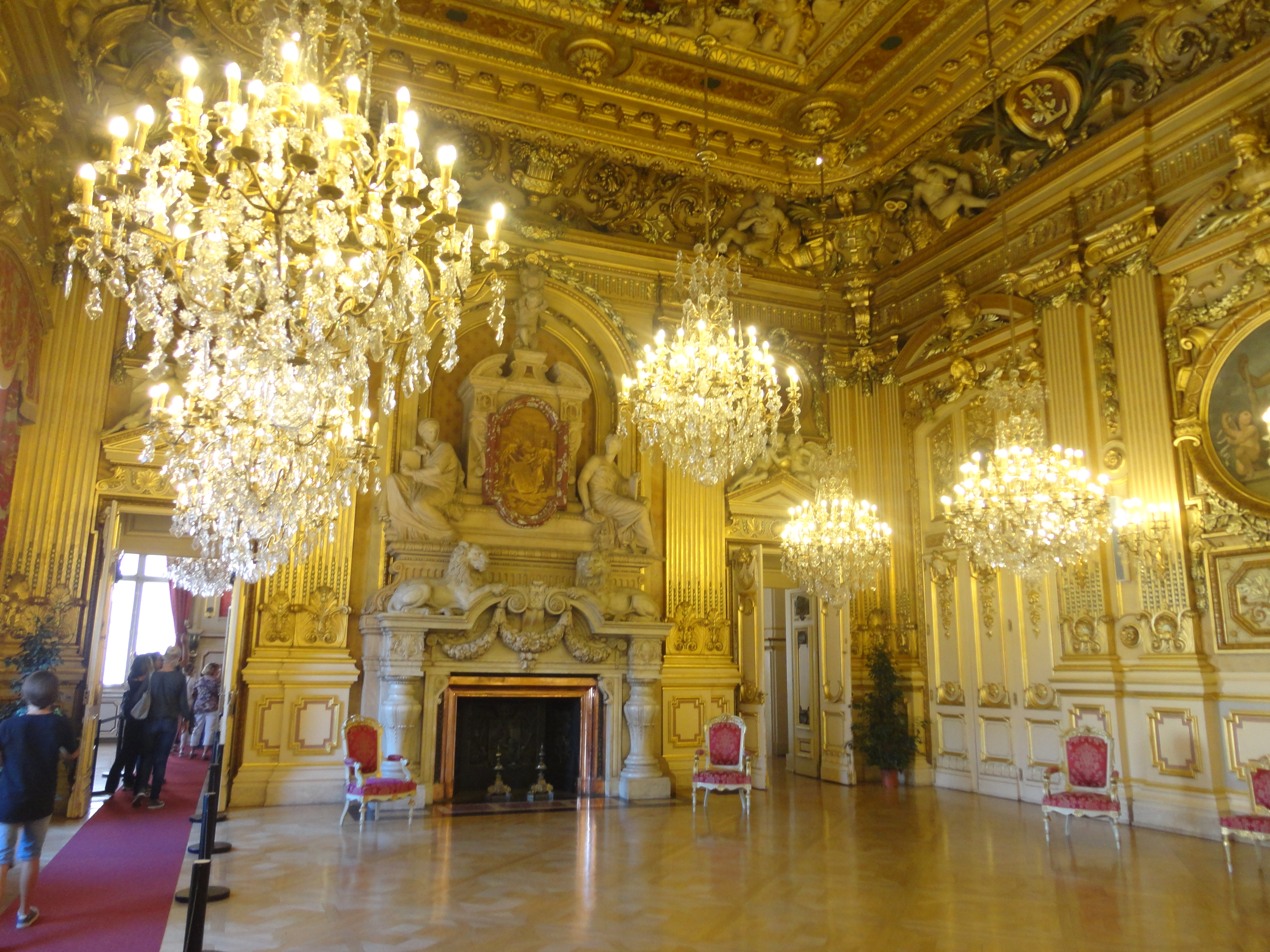
Salon Justin Godart.

2e étage
- Le beffroi de l'Hôtel de Ville.

Il comporte une horloge lunaire remarquable.
 
Il abrite un des plus grands carillons d'Europe. Composé de 65 cloches depuis l'an 2000, il est inauguré par Edouard Herriot, le 11 novembre 1919, avec vingt-neuf cloches. En 1675, il comporte quatre cloches, actuellement trois sont encore celles d'origine. Ce carillon est le deuxième de France.

### Galerie

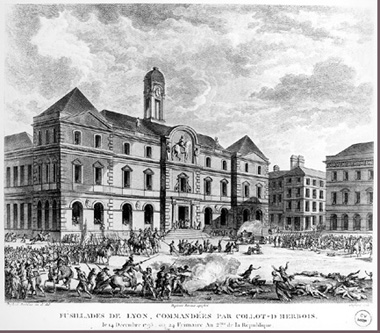
l'Hôtel de Ville durant le siège de Lyon de 1793.
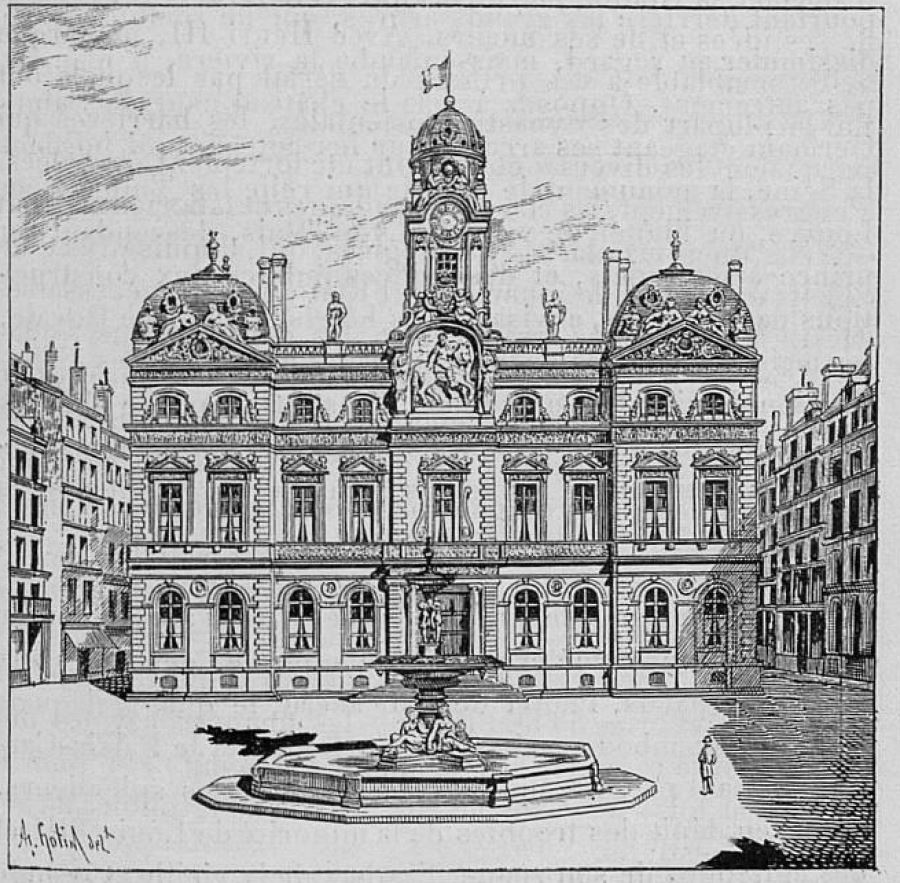
Gravure d'Auguste-Emmanuel Hotin (1891)
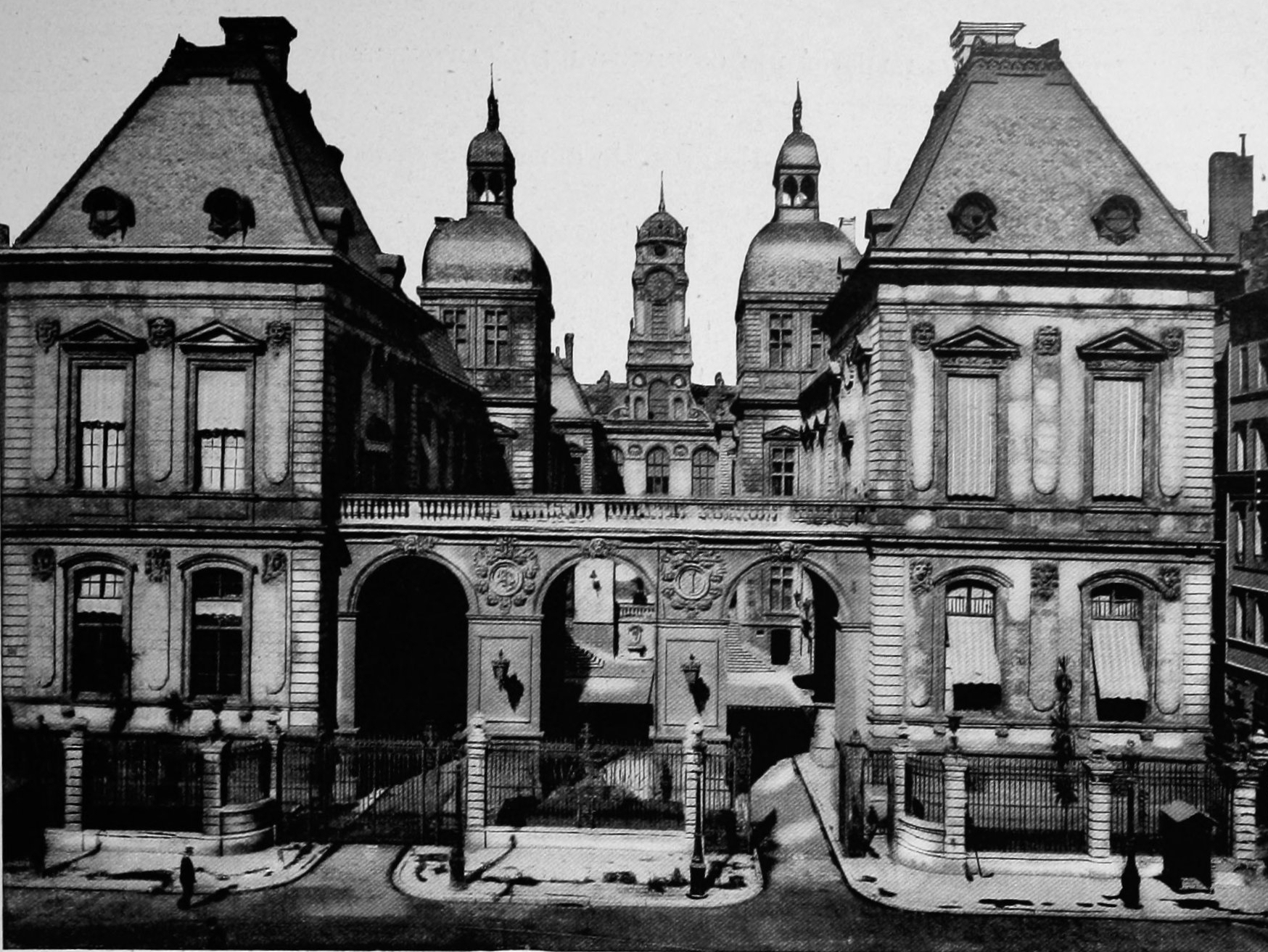
La façade Est vers 1908.
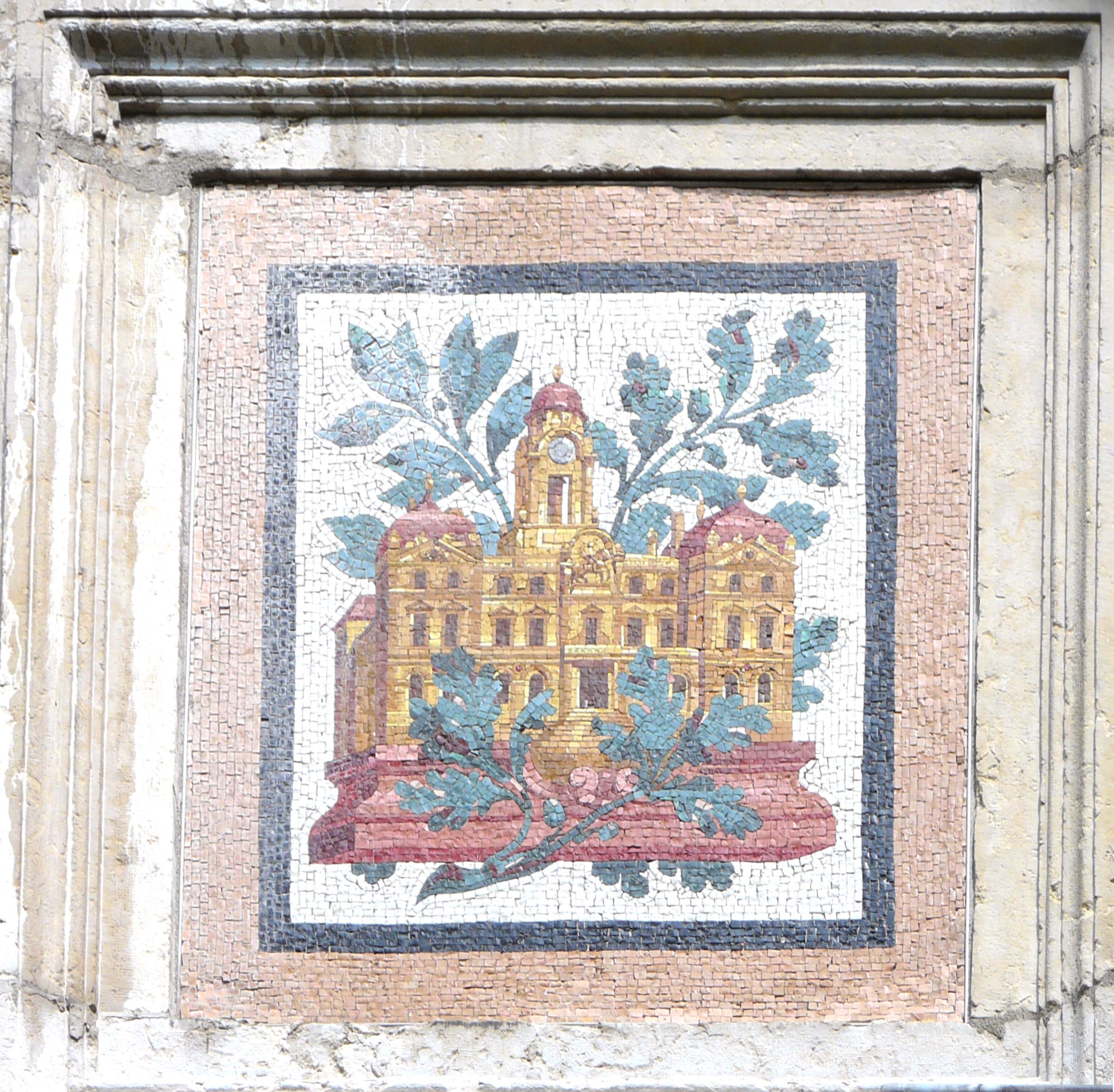
Dans la cour du Musée des Beaux-Arts de Lyon, mosaïque représentant l'Hôtel de Ville.
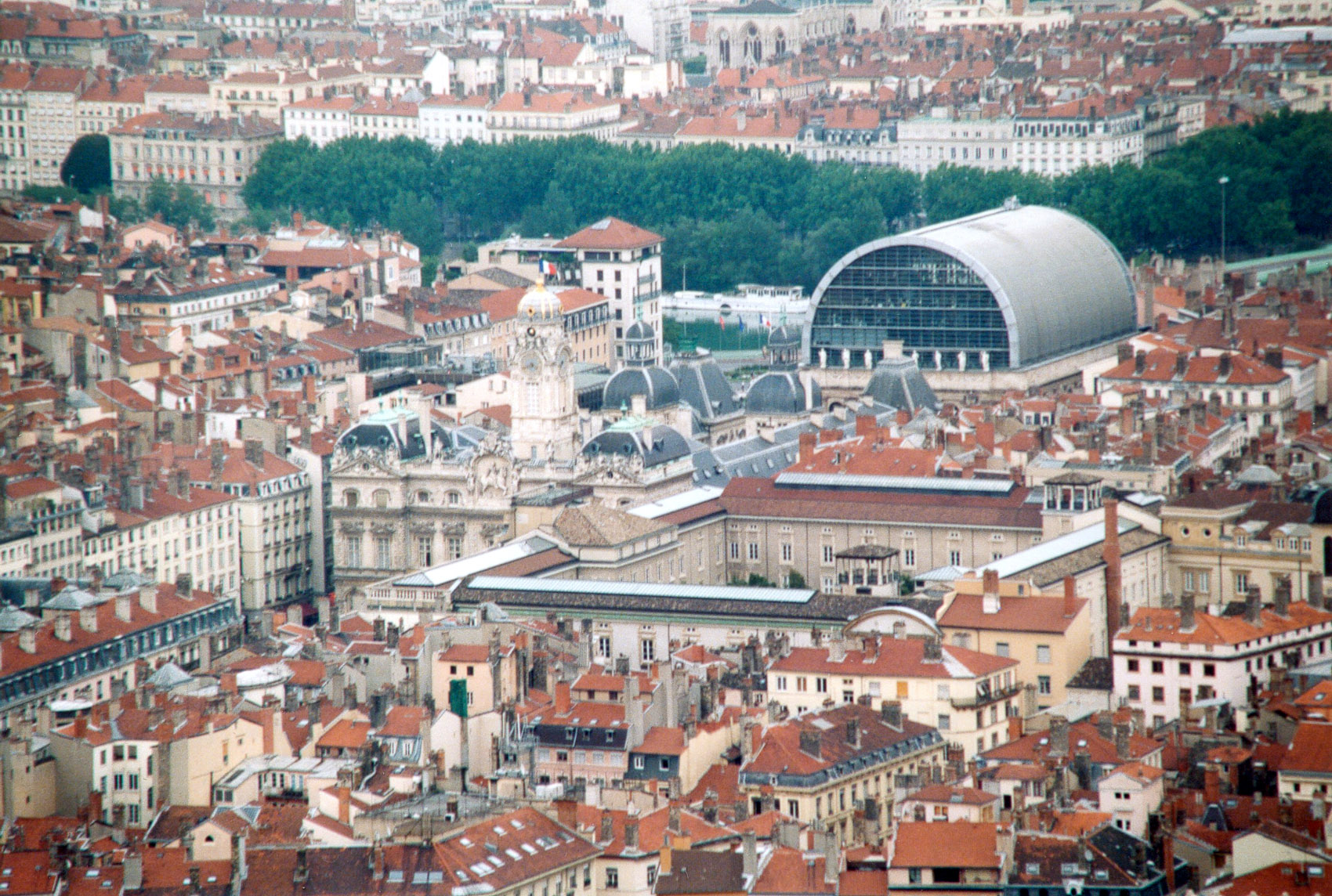
L'Hôtel de Ville vu depuis Fourvière.
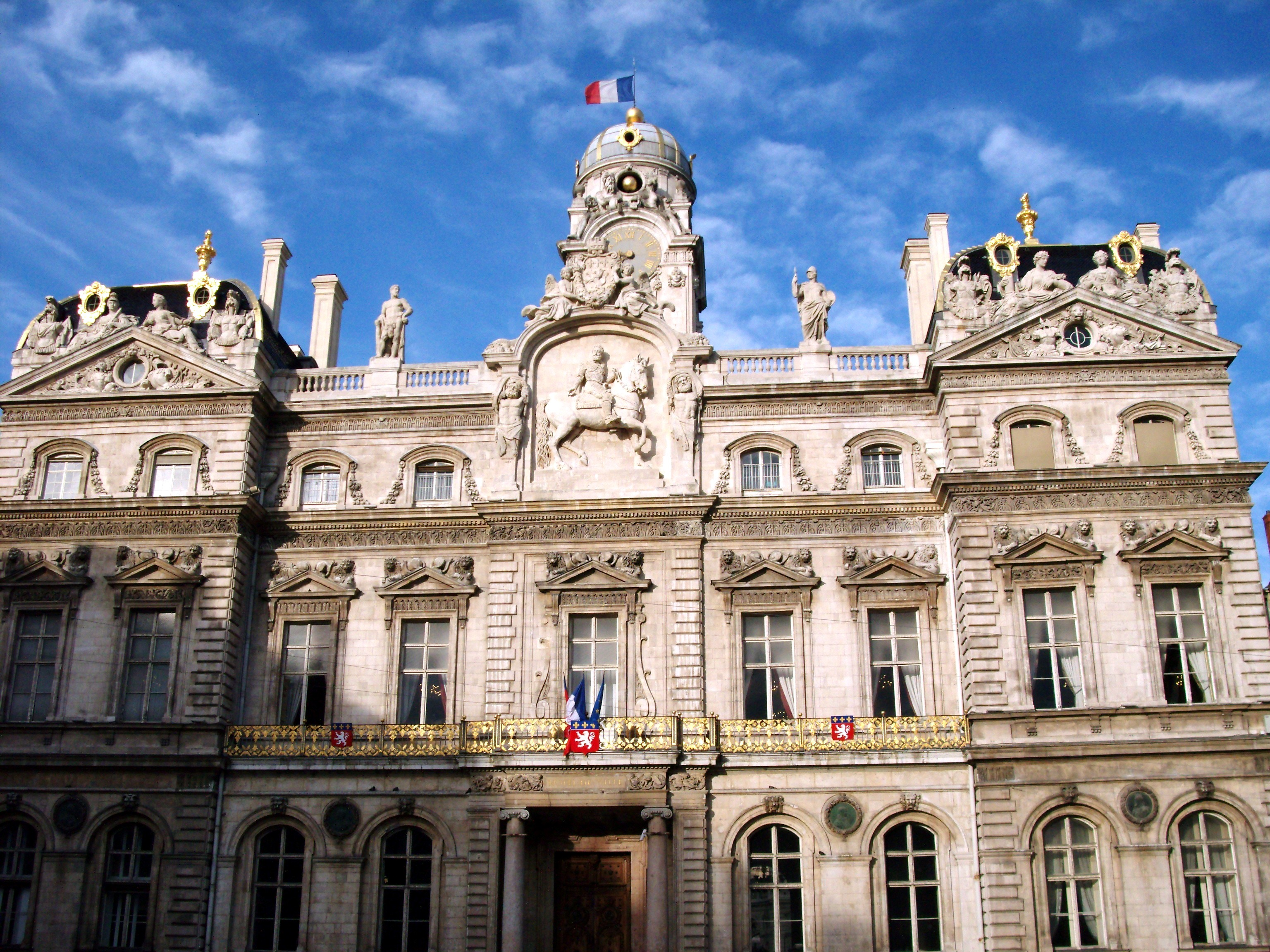
Jeu d'ombre et de lumière depuis la façade ouest.
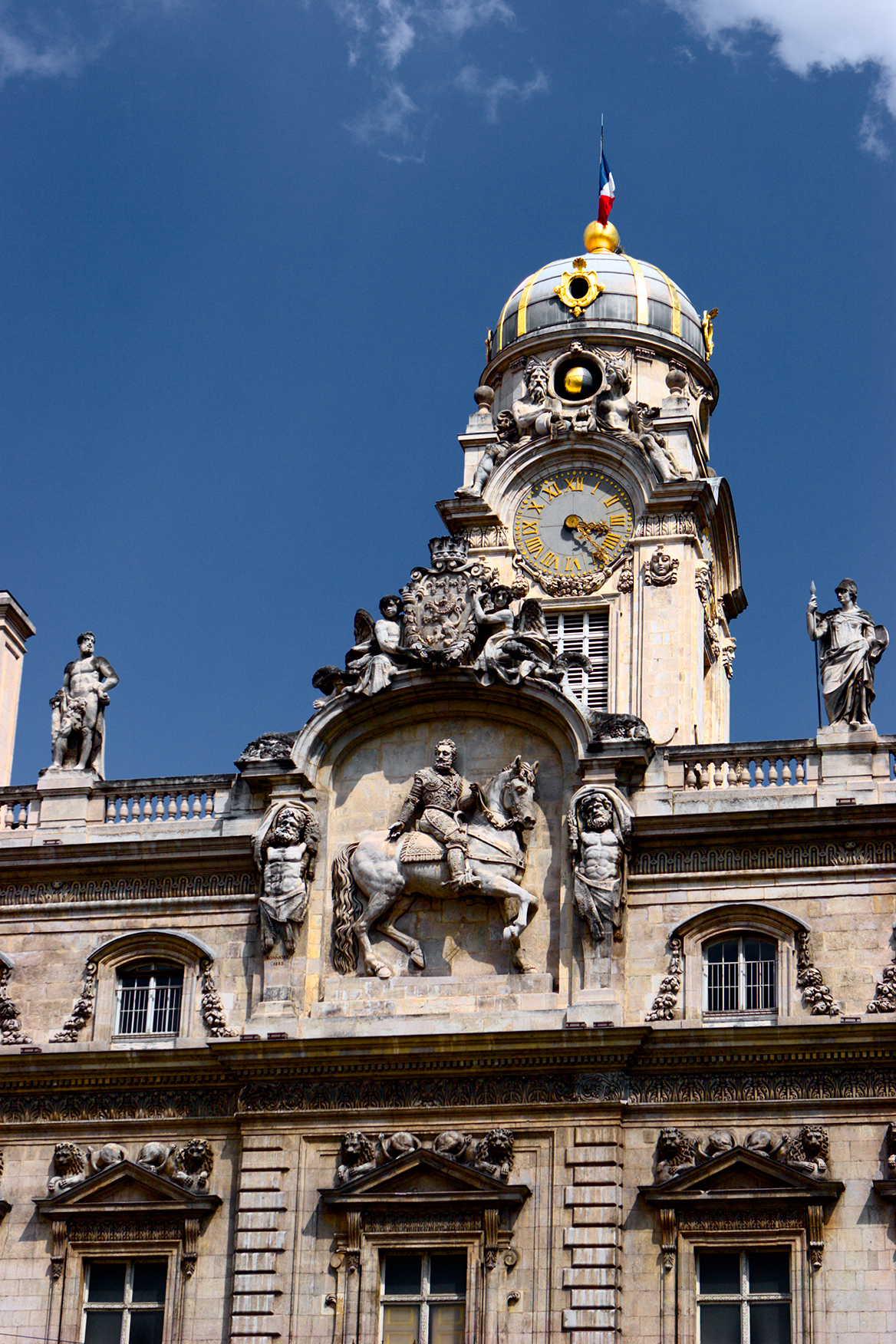
Hôtel de ville, fronton et beffroi.

## L'Hôtel de Ville de Lyon au cinéma
- Après lui, de Gaël Morel (2007)

## Accès
Ce site est desservi par la station de métro Hôtel de Ville - Louis Pradel.